# Relationsmarknadsföring
Relationsmarknadsföring är den övergripande processen att skapa och bibehålla lönsamma kundrelationer genom att leverera överlägset kundvärde och kundnöjdhet och få värde tillbaka från kunden. 
Den modell man använder sig av vid relationsmarknadsföring är marknadsföringsprocessen. I stort handlar det om att företaget skall få en förståelse för marknaden och vilka kunder företaget vill ha och även hur det ska bibehålla de relationerna och få värde tillbaka från kunden.
Med tillväxten av internet och mobila enheter har relationsmarknadsföring fortsatt att utvecklas, eftersom tekniken öppnar fler samarbets- och sociala kommunikationskanaler. Det här inkluderar verktyg för att hantera relationer med kunder som går utöver demografiska och kundservice data. Relationsmarknadsföring omfattar inkommande marknadsföringsinsatser, (en kombination av sökmotoroptimering och strategiskt innehåll), PR, sociala medier och applikationsutveckling.

## Marknadsföringsprocessen

### Förståelse för marknaden och konsumenternas efterfrågan
Det första steget i relationsmarknadsföring handlar om att få en förståelse för marknaden och kundernas efterfrågan. Detta steg delas in tre begrepp: behov (needs), vad kunden vill ha (wants) och efterfrågan (demands).
Det första och det mest grundläggande begreppet är människans behov (needs). Dessa inkluderar fysiska behov som mat, kläder, värme och trygghet, sociala behov som tillhörighet och tillgivenhet och individuella behov som kunskap. Det andra begreppet är vad kunden vill ha (wants), till exempel: en svensk person behöver mat men vill ha mos och köttbullar. Vad kunden vill ha förvandlas till efterfrågan (demands). Kunden efterfrågar en produkt som kan leva upp till kundens förväntningar.
Kundernas ”needs” och ”wants” blir uppfyllda genom marknadserbjudanden[2]. Dessa inkluderar inte bara fysiska produkter utan även olika tjänster som ett företag kan erbjuda kunder mot betalning som inte innebär att man blir ägare av något. Exempel på dessa kan vara allt från ekonomisk rådgivning, städhjälp, flygresor och en hotellövernattning.
Kunderna har ofta flera olika alternativa produkter och tjänster, som skulle kunna tillfredsställa dem och som skulle fylla de behov som de efterfrågar. Därför är det viktigt för företagen att arbeta med kundvärdet (customer value). Företagen vill ha nöjda kunder som kommer tillbaka och berättar goda saker om företaget för sina vänner, medan en missnöjd kund kan byta till en konkurrent. Företagen sätter olika förväntningar på tillfredsställelsen hos kunderna. Om ett företag får kunderna att ställa låga förväntningar kommer de vara nöjda men det kommer bli svårt för företaget att locka nya köpare. Om förväntningarna däremot är för höga så kommer kunderna bli missnöjda och företaget kommer att gå miste om fler kunder. Kundvärde är alltså en nyckeldel för att utveckla och skapa bra kundrelationer.
För att skapa en bra och långvarig relation med kunden är bytesrelationer ett sätt att gå till väga. Företaget försöker fylla kundens krav och i gengäld vill företaget att kunden stannar och skapar en bra och långvarig relation med företaget. Företaget erbjuder det önskade objektet för att i sin tur få något tillbaka. Ett exempel på detta är en orkester som erbjuder musik och vill i gengäld få en publik som lyssnar. 

### Utveckla en kunddriven marknadsföringsstrategi
När man fått förståelse av hur marknaden och kunderna ser ut utvecklar man en kunddriven marknadsföringsstrategi.
Marketing management
En process där både marknadskänsla och systematiska metoder är i fokus. Marknadskänsla innebär att försöka förstå vad det finns för kundbehov och hur marknaden ser ut. Utifrån företagets uppskattningar och teorier fattar de beslut om vidare tillvägagångssätt. Systematiska metoder handlar om att företaget använder vetenskapliga metoder för att införskaffa kunskap om marknaden. Syftet är att företaget genom olika tillvägagångssätt utvecklar de kunder önskar genom att kommunicera kundvärde.
Välja målgrupp av kunder
Målgrupp av kunder bestäms utifrån marknadssegmentering, targeting, positionering och differentiering.
Företaget delar först in marknaden i segment vilka består av demografiska, geografiska, psykografiska och beteenden. Sedan väljer företaget ut ett eller flera segment att etablera sig inom genom targeting. Nästa steg för företaget är att differentiera och positionera sig. Differentiera är att skilja sitt marknadserbjudande på ett eller annat sätt från konkurrenter för att skapa högre värde för kunder. Därefter positionerar sig företaget, med vilket menas att företaget marknadsför sig på ett visst sätt och med en plan om hur de vill uppfattas i konsumenters tänkande.

#### Marknadsföringsorientering
Ett företag behöver komma fram till vilket koncept/strategi som de ska följa för att uppnå sin marknadsföringsstrategi. Det finns fem olika strategier/filosofier: Produktionskonceptet, produktkonceptet, försäljningskonceptet, marknadsföringskonceptet, samhällskonceptet.
Produktionskonceptet: Idén om att konsumenter kommer att föredra produkter som är lättillgängliga och prisvärda. Organisationen bör därför fokusera på att förbättra produktions- och distribitionseffektivitet.
Produktkonceptet: Idén om att konsumenter kommer att föredra produkter som erbjuder mest kvalitet, prestanda och funktioner. Organisationen bör därför lägga energi på att fortsätta göra produktförbättringar.
Försäljningskonceptet: Idén om att konsumenter inte kommer att köpa tillräckligt av företagets produkter om de inte utför en storskalig försäljning- och marknadsföringsinsats.
Marknadsföringskonceptet: En filosofi som säger att organisationens mål nås genom att företaget känner till målmarknadens behov och önskemål och levererar önskade tillfredsställelser bättre än konkurrenterna gör.
Samhällskonceptet: Idén om att ett företags marknadsföringsbeslut borde överväga konsumenters önskemål, företagets krav, konsumenters långsiktiga intressen och samhällets långsiktiga intressen genom hållbar marknadsföring.

### Konstruera ett integrerat marknadsföringsprogram som levererar överlägset värde
Företagets marknadsföringsstrategi har visat vilka konsumenter man ska rikta in sig på och hur man ska skapa värde för dessa kunder. Företaget skapar ett marknadsföringsprogram som sätter marknadsstrategin i aktion och på så sätt bygger kundrelationer.
Man gör det främst genom "de 4 p:na" (pris, produkt, plats, påverkan).
Produkt: den kombination av varor och tjänster som företaget erbjuder till målmarknaden.
Pris: mängden pengar kunderna måste betala för att erhålla produkten.
Plats: omfattar företagsverksamhet som gör produkten tillgänglig för inriktade konsumenter.
Påverkan: aktiviteter som kommunicerar produktens egenskaper och övertygar målkunder att köpa den.

### Bygga lönsamma relationer och skapa kundnöjdhet

#### Customer relationship management (CRM)
Den övergripande processen att skapa och bibehålla lönsamma kundrelationer genom att leverera överlägset kundvärde och kundnöjdhet. Konsumenterna ska få känslan att företaget är det självklara alternativet att vända sig till för att få tillfredsställelse för sina behov och önskemål.

#### Kundvärde
Konsumenters utvärdering av skillnaderna av alla fördelar och alla kostnader av ett affärserbjudande, relativt till de konkurrerande erbjudandena.

#### Kundnöjdhet
Hur uppfattningen av en produkts värde jämför sig emot köparens förväntningar.
Relationsmarknadsföringsprogram
Relationsmarknadsföring innefattar att företag samlar in stora mängder data i olika relationsmarknadsföringsprogram. Data samlas in genom en rad olika beröringspunkter och kontakter företag har med sina kunder. Exempelvis genom besök på företagets hemsida, köp av kunder i butik eller på nätet, service- och support-samtal och marknadsundersökningar. Denna data sparas för att i ett senare skede analyseras. Genom dessa relationsmarknadsföringsprogram kan företag mer framgångsrikt styra sin verksamhet dit de önskar och skapa högre kundvärde, kundnöjdhet och starkare kundrelationer. Det är således ett vinnande koncept för både företag och kunder.
Kundrelationens nivåer och verktyg
Ett företag har olika ambitioner för vilka nivåer på relationerna de vill utveckla med sina kunder. Relationsnivåer ett företag söker att skapa med kunden kan vara grundläggande relationer eller fullt partnerskap och allt däremellan. Beroende på vilken relationsnivå som önskas skapas med olika kunder speglas också marknadsföringen till kunderna olika.
Verktyg används i modern marknadsföring för att skapa relationer med kunder. ”Frekvens marknadsföringsprogram” är ett vanligt verktyg. Det innebär att kunder belönas om de köper varor eller tjänster av företaget frekvent eller i stora mängder. Ett annat verktyg som ofta används är ”medlemskap marknadsföringsprogram”. Det innebär att kunder uppmanas att bli medlemmar hos företaget för att på så sätt få ta del av rabatter och andra specialerbjudanden avsett för enbart medlemmar.

#### Förändringar i kundrelationer/Djupare kundrelationer
Företagen kan välja att skapa djupare relationer med utvalda konsumenter genom nya meddelandekanaler. Istället för att förlita sig på exempelvis envägs kommunikation och massmedia kan marknadsförare införliva mera interaktiva relationer med konsumenter genom tvåvägs kommunikation över internet. Djupare relationer är ett ömsesidigt fördelaktigt förhållande mellan kund och företag. Denna teknik är även en hjälp för att motbalansera nya kunder och -möjligheter för att vinstmaximera.
I konkurrenskraftiga marknader kan det vara mer kostnadseffektivt att omdirigera och/eller fördela stora summor av företagens resurser för att fokusera på att behålla trogna kunder, snarare än att lägga fokus på att värva nya. Då det krävs stora resurser för att särskilja sig och stå ut från andra företag när konkurrensen blir bredare. Tidigare marknadsföring har centrerat kring samt fokuserat på att värva nya kunder och skapa nya transaktioner, istället för att bibehålla dem. Men tiderna har ändrats till att det numer gäller att skapa en mix av klassisk marknadsföring och nya, mer fokuserade, kundrelationsdelen. Samt arbeta med dem jämsides varandra. Eftersom den mer igenkänningsbara marknadsföringsdelen i kundrelationer får större betydelse.
Kommunikation via internet har lett till en utveckling av kundrelationer. En konsument och ett företag har idag en bra möjlighet att interagera med varandra för att skapa ett förhållande med företagets märke genom kundpåverkan. Likväl, på samma gång som ny teknologi skapar relationsbyggande möjligheter för företagen, skapar det även utmaningar. Genom att ge konsumenterna mer makt och kontroll. Sociala mediers framfart ger konsumenter mer information om företagen än det tidigare var möjligt, de har även mängder av plattformar för diskussion om tycke samt åsikter om företagen att dela med andra konsumenter. Således har nu marknadsföringsvärlden inte bara anammat hantering av kundrelationer utan även kundförvaltade relationer.
Konsumenter kan bjudas in av företag för att få en större roll genom att skapa sin egen erfarenhet av företags produkter och märke, som också andra konsumenter kan ta del av. Detta kan ske genom exempelvis smakförslag på en ny dricka eller en kundrecension på ett företags hemsida.
För att skapa ett kundvärde och starka kundrelationer kan marknadsförare behöva samarbeta mera nära med andra avdelningar inom företaget och med andra partners utanför företaget. Marknadsförare kan dra nytta av ett nära samarbete med leverantörer, genom SCM och även konkurrenter. Med mera information så kan marknadsförare i sin tur leverera ett högre värde för konsumenter.

### Fånga värde från kunder för att skapa vinster och kundandelar
Det sista steget inom marknadsprocessen innebär att, -efter att ha byggt upp kundrelationer genom att skapa- samt leverera överlägset kundvärde, fånga värde i gengäld i form av nuvarande och framtida försäljningar. Tack vare att företagen skapar överlägset kundvärde, skapar de mycket nöjda kunder som är lojala och köper mer.
Att förlora en kund innebär att man förlorar mer än en enda försäljning. Det innebär att man förlorar hela inköpsflödet som kunden skulle göra under en livstid av stöd till företaget. Med detta inräknat, borde företag fokusera på kundens livstidsvärde. Ett företag kan förlora pengar på en specifik transaktion men fortfarande dra stor nytta från en långsiktig kundrelation som skapas utifrån transaktionen.
Utöver att behålla goda kunder för att fånga Kundens livstidsvärde, kan bra CRM hjälpa marknadsförare att öka sin Andel av kunden - den andel de får av kundens inköp i sina produktkategorier. Som exempel vill bankerna öka "andel av plånboken”, restauranger vill få mer ”andel av magen” och flygbolagen vill ha större ”andel av resor”. Vi kan nu se vikten av att inte bara anskaffa kunder utan också behålla dem och utveckla relationerna. CRM tar en långsiktig syn. inte bara för att skapa lönsamma kunder utan också "äga" dem för livet, tjäna större andel av sina kunder och fånga sina Kunders livstidsvärde.
Det ultimata målet med CRM är att producera hög rättvisande kundandel. Rättvisande kundandelar är de sammanlagda Kundernas livstidsvärde, detta gällande nuvarande och potentiella kunder. Som sådan, är det ett mått på det framtida värdet av företagets kundbas. Tydligare menat, ju mer lojala företagets lönsamma kunder är, desto högre är den rättvisande kundandelen. Rättvisande kundandel kan vara ett bättre mått på ett företags prestation än nuvarande försäljning eller marknadsandel, medan försäljningen och marknadsandelen speglar det förflutna, föreslår rättvisande kundandelen framtiden.
Det finns flera positiva aspekter för företagen att sikta mot att åstadkomma goda relationer med sina konsumenter. Bland annat strävar de efter att skapa långvariga relationer och lojala konsumenter. Om företaget lyckas att tillfredsställa deras behov ökar chansen att de återkommer, och på så sätt genererar en stabil inkomstkälla. Målet är att de ska återvända varje gång de är i behov av liknande produkter hela livet.
Utveckling av relationsmarknadsföring
Att företag och företagare använder sig av relationen till kunden för att marknadsföra sig själv är ingenting nytt, men det är ett fenomen som blivit allt vanligare i den moderna tiden. Det finns olika anledningar till det. 
Den främsta anledningen till det är den teknologiska utvecklingen. Företagen har mycket lättare att finna information och data om deras kunder i och med sociala medier, samtidigt som konsumenterna har lättare att söka upp det företag som tillfredsställer deras specifika behov.
För framgångsrika företag i dag finns en nämnare som ofta återkommer, de har en god relation med sina kunder.  De lägger avsiktligt mycket kraft och energi på att förstå och tillfredsställa kunderna i sin tilltänkta målgrupps behov. Företagen ser även till att det inte bara är marknadsavdelningen som drar ett stort lass gällande marknadsföringen. Nu sätts krav på att alla i personalen sätter relationen till kunden i fokus och arbetar aktivt på att förbättra den. 
Företagen kan även använda de befintliga kundernas tankar för att ta fram information som kan utveckla företaget till det bättre. Det kan handla om allt från att anpassa produkter till att förbättra service eller personalens bemötande. Utövandet av relationsmarknadsföring har underlättats av programvara innehållande flera generationer av hantering av kundrelationer, vilket möjliggör spårning och analys av varje kunds preferenser, aktiviteter, smak, sympatier, antipatier och klagomål. Exempelvis, en bilförsäljare som upprätthåller en databas över när och hur återkommande kunder köper sina produkter, de alternativ de väljer, hur de finansierar inköpet m.m. har en stark position i att utveckla ”one-to-one marketing”-erbjudanden och produktfördelar.